# ブラニミル・フルゴタ
ブラニミル・フルゴタ（Branimir Hrgota 、1993年1月12日 - ）は、ボスニア・ヘルツェゴビナ・ゼニツァ出身でスウェーデン国籍のプロサッカー選手。スウェーデン代表。ポジションは、フォワード(CF)。

## 経歴

### スウェーデン
サッカーを始めた当初は空手にも親しんだ。2008年競技をサッカー一本に絞ることを決め、スーペルエッタンに所属していたヨンショーピング・ソードラIFに加入した。2011年にトップチームデビューし、そのシーズンで18ゴールを挙げスーペルエッタンの得点王を獲得した。複数のクラブが獲得オファーを出したが、フルゴタは学校を卒業するために残留した。翌シーズンは夏までに14試合で10ゴールを挙げた。

### ブンデスリーガ
2012年7月、ボルシア・メンヒェングラートバッハに移籍。TSG1899ホッフェンハイム戦で途中出場しブンデスリーガデビュー。2013年5月の1.FSVマインツ05戦で初スタメン。この試合ハットトリックを達成した。
2016年6月、アイントラハト・フランクフルトに3年契約で加入。
2019年8月7日、SpVggグロイター・フュルトに2年契約で加入。

## 代表歴
フルゴタはスウェーデン、クロアチア、ボスニア・ヘルツェゴビナの各代表として出場する権利を持っていた。2014年夏、UEFA EURO 2016予選・オーストリア代表戦を控えたスウェーデン代表に招集された。

## タイトル
アイントラハト・フランクフルト
- DFBポカール:2017-18

個人
- スーペルエッタン得点王:2011